# Lucie Petit-Diagre
Lucie Petit-Diagre, född 24 juli 1901, död 24 december 2001, var en friidrottare från Belgien. Hon deltog vid olympiska sommarspelen 1928.